# Paul Durkin
Pour les articles homonymes, voir Durkin.
Paul Anthony Durkin, né le 15 août 1955, est un ancien arbitre anglais de football. 
Débutant en 1992, il devient arbitre international en 1994 et arrêta en 2004. Lors de l'Euro 1996, lors du match France-Bulgarie, Dermot Gallagher (arbitre du match) se blesse au bout de vingt minutes et est remplacé par Paul Durkin, qui était quatrième arbitre.

## Carrière
Il a officié dans des compétitions majeures: 
- Euro 1996 (1 match)
- Charity Shield 1996
- Coupe d'Angleterre de football 1997-1998 (finale)
- Coupe du monde de football de 1998 (1 match)
- Coupe de la ligue anglaise de football 2002-2003 (finale)